# Anschlag am Flughafen Burgas

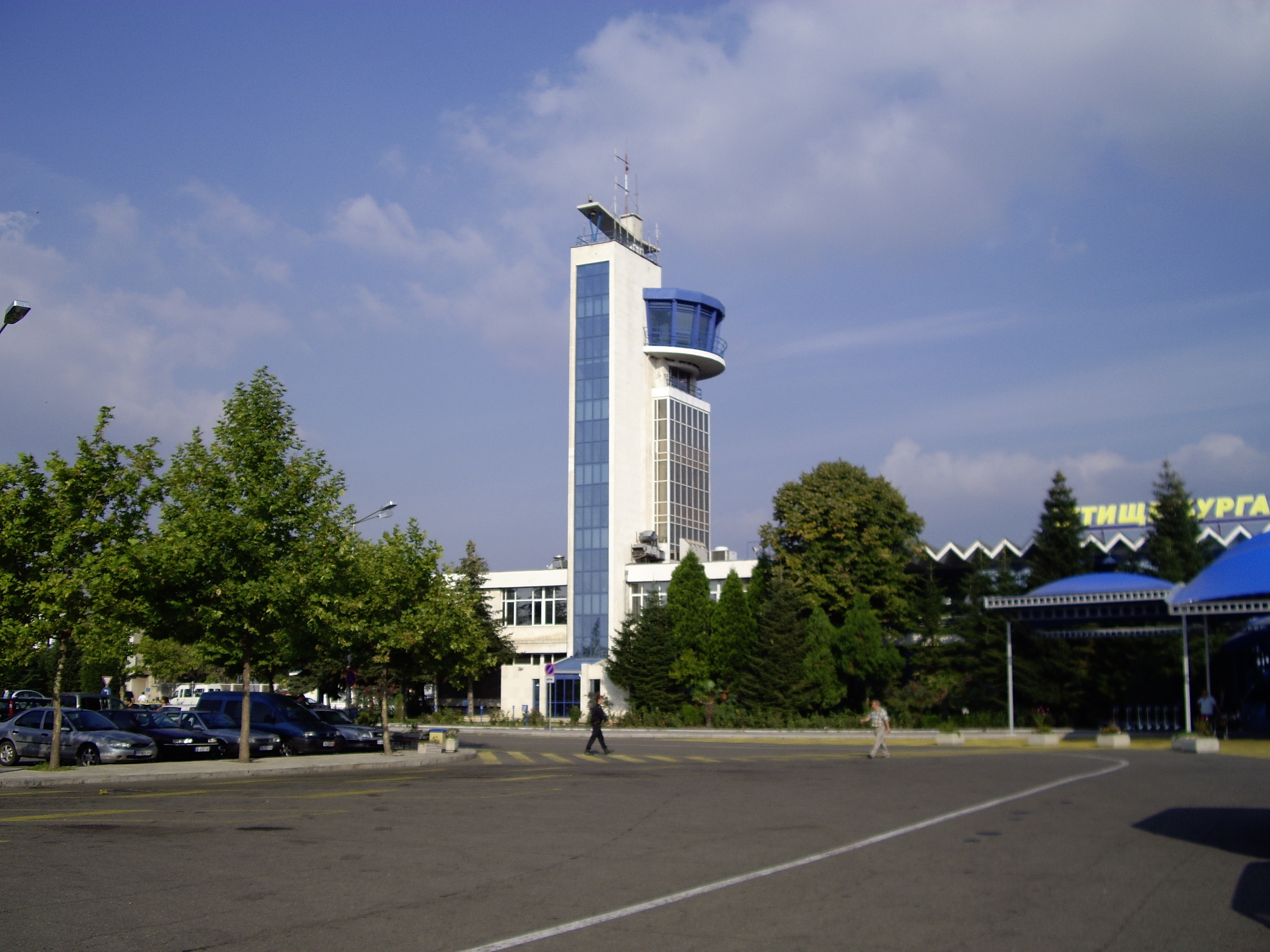
Flughafen Burgas, Parkplatz vor dem Terminal Abflug

Der Anschlag am Flughafen Burgas ereignete sich am 18. Juli 2012 um 17.23 Uhr Ortszeit (14.23 UTC) auf dem Parkplatz des Flughafens Burgas in Bulgarien, als eine Gruppe israelischer Touristen Busse für den Weitertransport nach Sonnenstrand bestieg. Dabei wurden sieben Menschen (fünf Israelis, der bulgarische Busfahrer sowie der Attentäter) getötet und 32 weitere verletzt, darunter ein 11-jähriges Kind, eine Schwangere, sowie zwei Russen, die sich ebenfalls auf dem Parkplatz befanden. Nach dem Anschlag wurde der Flughafen gesperrt und sein Betrieb vorübergehend eingestellt.

## Tatverlauf
Tatort war ein im öffentlichen Bereich des Ankunftsterminals des Flughafens der Schwarzmeerhafenstadt Burgas gelegener Busparkplatz. Ziel des Anschlags war eine Gruppe von 154 israelischen Touristen, die sich von Tel Aviv kommend auf der Reise zum größten bulgarischen Touristenort Sonnenstrand befanden und von mehreren Bussen abgeholt wurden. Die israelischen Passagiere waren mit einem Charterflug VIM 392 der Fluggesellschaft Air Via, einem Airbus A320, aus Tel Aviv kommend um 16.50 Ortszeit in Burgas gelandet. Nachdem sie die Busse bestiegen hatten, stieg ein weiterer Mann in einen Bus ein. Kurz darauf gab es eine Explosion, so dass davon ausgegangen wird, dass dieser Mann einen Sprengsatz zündete, der sich in seinem Rucksack befand. Der Bus ging in Flammen auf. Zwei weitere in der Nähe stehende Busse wurden durch das Feuer beschädigt.
Nach dem Anschlag wurde der Flughafenbetrieb in Burgas eingestellt und der Verkehr zum ca. 150 km nördlich gelegenen Flughafen Warna umgeleitet. Die israelische Fluggesellschaft El Al strich ihren Flug von Tel Aviv nach Sofia, der um 16.00 Uhr UTC starten sollte. Im Zusammenhang mit dem Anschlag wurde am Flughafen Warna eine libanesische Reisegruppe festgehalten.
Nach knapp 24 Stunden wurde der Flughafen in Burgas mit der Landung einer Maschine aus Tel Aviv am 19. Juli um 18.00 Uhr erneut in Betrieb genommen. Der 19. Juli wurde in Burgas zu einem Trauertag erklärt.

## Fahndung
Der Täter war vermutlich ein Mann mit gefälschten US-Papieren.
Bisher hat niemand die Verantwortung für das Attentat übernommen. Der israelische Ministerpräsident hat den Iran beschuldigt. Das iranische Staatsfernsehen hat die Anschuldigung als „lächerlich“ zurückgewiesen.
Als Antwort auf zahlreiche Veröffentlichungen im Internet und in verschiedenen Medien haben schwedische und bulgarische Behörden die Information dementiert, dass es sich bei dem Selbstmordattentäter um Mehdi Ghezali gehandelt hat. Er ist schwedischer Staatsbürger mit algerischen Wurzeln und saß als Terrorverdächtiger im Gefangenenlager der Guantanamo Bay Naval Base. Nach Angaben von nicht näher genannten „offiziellen Personen“ in der US-Regierung wurde der Attentäter als Mitglied einer in Bulgarien operierenden Hisbollah-Zelle identifiziert. Bei der Vorstellung des Abschlussberichts einer bulgarischen Untersuchungskommission, die sich mit den Hintergründen des Anschlags beschäftigt hatte, machte Innenminister Zwetan Zwetanow im Februar 2013 die Hisbollah für den Anschlag verantwortlich. Zwei Verdächtige gehörten deren bewaffnetem Arm an, darunter der Attentäter.
Am 22. Juli 2013 setzte der Rat der Europäischen Union die Miliz der Hisbollah, nicht aber die Hisbollah selbst, auf die Liste der terroristischen Vereinigungen. Als Grund gaben die Außenminister an, nach Angaben der bulgarischen Behörden hätten sich die Beweise, dass hinter dem Anschlag die Hisbollah stecke, verdichtet.
Am 25. Juli 2013 veröffentlichte das bulgarische Innenministerium die Daten von mutmaßlichen Komplizen der Attentäter. Es handelte sich um den australischen Staatsbürger Maliad Farah und um den Kanadier Hassan Hassan. Beide besitzen außerdem die libanesische Staatsbürgerschaft.

## Diverses
Unmittelbar vor dem Anschlag befanden sich der Bürgermeister von Burgas, Dimitar Nikolow, und der Präsident der Europäischen Bank für Wiederaufbau und Entwicklung, Suma Chakrabarti, am Flughafen. Letzterer war am 17. Juli 2012 zu einem zweitägigen Besuch in der Hafenstadt eingetroffen und flog nur wenige Minuten vor dem Anschlag ab.
Der Anschlag in Burgas erfolgte am Jahrestag des am 18. Juli 1994 in Buenos Aires, Argentinien, verübten Attentats auf eine jüdische Einrichtung mit 85 Toten und mehr als 300 Verletzten. Dieses Attentat war von der Hisbollah verübt worden.
Am 15. Juli 2012 wurde im zypriotischen Limassol ein Libanese bei der Vorbereitung eines Anschlags verhaftet. Der Mann war im Besitz von Fotografien von israelischen Zielobjekten und von Informationen über die Zypern anfliegenden israelischen Fluggesellschaften und von Touristenbussen gewesen, die israelische Reisende transportieren.
Nach dem Anschlag wurde in Sofia eine stärkere Polizeipräsenz an öffentlichen Plätzen angeordnet, was im Zusammenhang mit der 5000 Personen umfassenden jüdischen Gemeinde in Sofia steht.